# المركز الوطني للذكاء الاصطناعي
المركز الوطني للذكاء الاصطناعي مركز حكومي سعودي أنشئ بأمر ملكي بتاريخ 29 ذي الحجة 1440هـ الموافق 30 أغسطس 2019 وهو ملحق بالهيئة السعودية للبيانات والذكاء الاصطناعي. يهدف إلى تطبيق استراتيجيات الذكاء الاصطناعي، ورفع مستوى المملكة العربية السعودية في الابتكار والتطوير في الذكاء الاصطناعي.